# Sclerophaedon brendelli
Sclerophaedon brendelli es una especie de insecto coleóptero de la familia Chrysomelidae.
Fue descrita científicamente en 2000 por Daccordi & Medvedev.